# Rajd Szwecji 1993
Rezultaty Rajdu Szwecji (42. International Swedish Rally), eliminacji Rajdowych Mistrzostw Świata w 1993 roku, który odbył się w dniach 11–14 lutego. Była to druga runda czempionatu w tamtym roku. Bazą rajdu było miasto Karlstad. 

## Wyniki końcowe rajdu
| Msc.                   | Kierowca               | Pilot                  | Samochód                  | Czas                   | Strata                 | Grupa                  | Punkty                 |
| Klasyfikacja generalna | Klasyfikacja generalna | Klasyfikacja generalna | Klasyfikacja generalna    | Klasyfikacja generalna | Klasyfikacja generalna | Klasyfikacja generalna | Klasyfikacja generalna |
| ---------------------- | ---------------------- | ---------------------- | ------------------------- | ---------------------- | ---------------------- | ---------------------- | ---------------------- |
| 1                      | Mats Jonsson           | Lars Bäckman           | Toyota Celica Turbo 4WD   | 4:49.05                | 0.0                    | A8 M                   | 20                     |
| 2.                     | Juha Kankkunen         | Juha Piironen          | Toyota Celica Turbo 4WD   | 4:49.18                | +0.13                  | A8 M                   | 15                     |
| 3.                     | Colin McRae            | Derek Ringer           | Subaru Legacy RS          | 4:49.33                | +0.28                  | A8 M                   | 12                     |
| 4.                     | Tommi Mäkinen          | Seppo Harjanne         | Lancia Delta HF Integrale | 4:52.51                | +3.46                  | A8                     | 10                     |
| 5.                     | Björn Johansson        | Anders Olsson          | Mazda 323 GTR             | 4:57.35                | +8.30                  | A8                     | 8                      |
| 6.                     | Per Eklund             | Johnny Johansson       | Subaru Legacy RS          | 4:58.35                | +9.30                  | A8 M                   | 6                      |
| 7.                     | Sepp Haider            | Klaus Wendel           | Audi Coupé S2             | 5:05.46                | +16.41                 | A8                     | 4                      |
| 8.                     | Kenneth Bäcklund       | Tord Andersson         | Mitsubishi Galant VR-4    | 5:07.30                | +18.25                 | N4                     | 3                      |
| 9.                     | Jarmo Kytölehto        | Arto Kapanen           | Mitsubishi Galant VR-4    | 5:08.24                | +19.19                 | N4                     | 2                      |
| 10.                    | Per Svan               | Johan Olsson           | Opel Astra GSI 16V        | 5:12.05                | +23.00                 | A7 2L                  | 1                      |
| PWRC                   |                        |                        |                           |                        |                        |                        |                        |
| 1 (8).                 | Kenneth Bäcklund       | Tord Andersson         | Mitsubishi Galant VR-4    | 5:07.30                | -                      | N4                     | ?                      |
| 2 (9).                 | Jarmo Kytölehto        | Arto Kapanen           | Mitsubishi Galant VR-4    | 5:08.24                | +0.54                  | N4                     | ?                      |
| 3 (11).                | Stig-Olov Walfridsson  | Gunnar Barth           | Mitsubishi Galant VR-4    | 5:12:13                | +4:43                  | N4                     | ?                      |
| 2L WRC                 |                        |                        |                           |                        |                        |                        |                        |
| 1 (10).                | Per Svan               | Johan Olsson           | Opel Astra GSI 16V        | 5:12.05                | -                      | A7 2L                  | ?                      |
| 2 (13).                | Magnus Gustavsson      | Kenneth Göransson      | Citroën BX GTI            | 5:21:09                | +9:04                  | A7 2L                  | ?                      |
| 3 (16).                | Pavel Sibera           | Petr Gross             | Škoda Favorit 136 L       | 5:34:00                | +21:55                 | A5 2L                  | ?                      |

1. ↑  Litera M przy oznaczeniu grupy do której należy samochód oznacza, iż tylko ci kierowcy z grupy A zdobywali punkty dla swoich zespołów liczonych w klasyfikacji producentów na koniec sezonu.

## Klasyfikacja po 2 rundach
Tabele przedstawiają tylko pięć pierwszych miejsc.

### Kierowcy
| Lp. | Kierowca          | Pkt |
| --- | ----------------- | --- |
| 1   | Juha Kankkunen    | 23  |
| 2   | Didier Auriol     | 20  |
| 3   | Mats Jonsson      | 20  |
| 4   | Francois Delecour | 15  |
| 5   | Massimo Biasion   | 12  |

### Producenci
| Lp. | Producent  | Pkt |
| --- | ---------- | --- |
| 1   | Toyota     | 40  |
| 2   | Mitsubishi | 23  |
| 3   | Ford       | 17  |
| 4   | Subaru     | 14  |